# Ісландська конфедерація праці
Ісландська конфедерація праці (ASÍ) (ісландська: Alþýðusamband Íslands) - профспілковий центр в Ісландії. Вона була сформована в 1916 році і має 104 500 членів, що становить приблизно половину робочої сили Ісландії.
ASÍ є членом Міжнародної конфедерації профспілок, Європейської конфедерації профспілок та Ради північних профспілок. У жовтні 2018 року Дріфа Снедал стала першою жінкою-лідером профспілки.

## Філії
Існує п’ять федерацій, приєднаних до ASÍ: 
- Ісландський союз електротехнічної промисловості
- Ісландський союз рибалок
- Федерація профспілок Ісландії
- Національний союз ісландських торговців
- Samiðn

Крім того, шість профспілок є безпосередньо членами АСÍ: 
- Ісландський союз молочних продуктів
- Ісландська асоціація бортпровідників
- Leiðsögn
- MATVÍS
- Союз перукарів
- В.М.

## Президенти
1916: Отто Н. Чорлаксон
1918: Йон Болдвінссон
1938: Стефан Йоханн Стефанссон
1940:
1942: Гуджейр Йонссон
1944: Герман Гудмундссон
1948: Хелгі Ханнессон
1954: Ганнібал Вальдімарссон
1971: Бьорн Йонссон
1973: Сноррі Йонссон
1974: Бьорн Йонссон
1978: Сноррі Йонссон
1980: Асмундур Стефанссон
1992: Бенедикт Давірсон
1996: Гретар Йорштейнссон
2008: Гілфі Арнбьорнссон
2018: Drífa Snædal

## Зовнішні посилання
- Офіційний сайт (На ісландській)
- Information brochure for foreign workers (На англійській)
- Drífa Snædal, Iceland's new ASÍ leader: Taking the helm in turbulent times [Архівовано 25 червня 2021 у Wayback Machine.]